# 1999년 상원법
1999년 상원법(영어: House of Lords Act 1999) 또는 1999년 귀족원법은 영국 의회의 상원을 개혁한 영국 의회제정법이다. 이 법은 1999년 11월 11일에 영국 왕실의 재가를 받았다. 수 세기 동안 상원에는 자리를 물려받는 수백 명의 구성원(세습 귀족)들이 있었다. 이 법은 그러한 권리를 박탈했다. 그러나 타협에 일환으로 이 법은 92명의 세습 귀족이 잠정적으로 상원에 남을 수 있도록 허용했다. 또 다른 10명은 상원에 남을 수 있도록 일대귀족이 되었다.

## 같이 보기
- 영국 의회
- 영국 상원
- 영국 왕실